# Katarzyna Lubnauer
Katarzyna Anna Lubnauer z domu Libudzisz (ur. 24 lipca 1969 w Łodzi) – polska polityk, matematyk i nauczycielka akademicka, doktor nauk matematycznych, w latach 2017–2019 przewodnicząca partii Nowoczesna, posłanka na Sejm VIII, IX i X kadencji, od 2023 wiceminister edukacji w randze sekretarza stanu.

## Życiorys
Urodziła się 24 lipca 1969 w Łodzi. Kształciła się w rodzinnym mieście – ukończyła III Liceum Ogólnokształcące im. Tadeusza Kościuszki, a następnie w 1993 studia matematyczne na Uniwersytecie Łódzkim. Krótko pracowała jako nauczycielka w VIII Liceum Ogólnokształcącym, później podjęła studia doktoranckie i została nauczycielką akademicką na UŁ. W 2001 na Wydziale Matematyki tej uczelni uzyskała stopień doktora nauk matematycznych w specjalności teoria prawdopodobieństwa na podstawie pracy pt. Twierdzenia graniczne w teorii prawdopodobieństwa kwantowego. Objęła następnie stanowisko adiunkta w Katedrze Teorii Prawdopodobieństwa i Statystyki.
Od 1993 działała w Unii Demokratycznej, następnie od 1994 w Unii Wolności, w której kierowała jednym z łódzkich kół partii. W latach 1998–2002 zasiadała w radzie miejskiej Łodzi III kadencji. W 2001 kandydowała na przewodniczącą UW w Łodzi. Była członkinią ostatniego zarządu krajowego UW, a po jej przekształceniu w 2005 weszła w skład władz krajowych Partii Demokratycznej – demokraci.pl.
Bezskutecznie kandydowała do Sejmu w 2001 (z UW) i w 2005 (z PD). Również bez powodzenia ubiegała się o ponowny wybór do miejskiego samorządu – w 2002 (z lokalnego komitetu), w 2006 (z LiD) i w 2010 (z PO, jako kandydatka PD – nie należąc już jednak do tej partii).
Publikowała w czasopiśmie „Liberté!”, prowadziła bloga, była współorganizatorem Festiwalu Nauki, Techniki i Sztuki. W lipcu 2015, wraz z Leszkiem Jażdżewskim, była inicjatorką akcji „Świecka szkoła” obywatelskiej inicjatywy ustawodawczej o zniesieniu finansowania religii z budżetu państwa.
W wyborach parlamentarnych w 2015 wystartowała do Sejmu w okręgu łódzkim z pierwszego miejsca na liście Nowoczesnej. Uzyskała mandat posłanki VIII kadencji, otrzymując 18 549 głosów. W Sejmie została zastępczynią przewodniczącego Komisji Edukacji, Nauki i Młodzieży, pracowała też w Komisji Regulaminowej, Spraw Poselskich i Immunitetowych oraz w Komisji Etyki Poselskiej.
W 2016 została wiceprzewodniczącą ugrupowania, od stycznia do maja 2017 pełniła funkcję jego rzecznika prasowego, a w kwietniu tego samego roku objęła przewodnictwo w klubie poselskim. 25 listopada 2017 została wybrana na przewodniczącą ugrupowania, pokonując w głosowaniu założyciela tej partii Ryszarda Petru. 9 stycznia 2018 na stanowisku przewodniczącej klubu poselskiego zastąpiła ją Kamila Gasiuk-Pihowicz. 6 grudnia tego samego roku Katarzyna Lubnauer została tymczasowo przewodniczącą koła poselskiego, po utracie przez tę partię klubu (w wyniku odejścia z niego kilkorga posłów, w tym jego przewodniczącej); dzień później zastąpił ją Paweł Pudłowski.
W wyborach parlamentarnych w 2019 wystartowała do Sejmu w okręgu warszawskim z drugiego miejsca na liście Koalicji Obywatelskiej. Uzyskała mandat posłanki na Sejm IX kadencji, otrzymując 28 205 głosów. 24 listopada 2019 podczas konwencji Nowoczesnej złożyła rezygnację z funkcji przewodniczącej partii.
W 2023 z powodzeniem ubiegała się o poselską reelekcję z wynikiem 22 529 głosów. W grudniu tego samego roku została powołana na stanowisko sekretarza stanu w Ministerstwie Edukacji i Nauki (od stycznia 2024 jako sekretarz stanu w wydzielonym Ministerstwie Edukacji Narodowej).

## Życie prywatne
Córka Zdzisławy Libudzisz (mikrobiolog i profesor) i Jerzego Libudzisza (chemika); oboje rodzice należeli do PZPR. Jej rodzina zamieszkała w Łodzi w drugiej połowie XIX wieku.
W 1991 zawarła związek małżeński z finansistą Maciejem Lubnauerem, którego poznała w harcerstwie. Mają córkę Annę (ur. 1997). Deklaruje się jako osoba niewierząca.
Uzyskała uprawnienia instruktora żeglarstwa, sternika morskiego i radiooperatora krótkiego zasięgu.

## Wyniki w wyborach ogólnopolskich
| Wybory | Komitet wyborczy | Komitet wyborczy                    | Organ              | Okręg | Wynik          |
| ------ | ---------------- | ----------------------------------- | ------------------ | ----- | -------------- |
| 2001   |                  | Unia Wolności                       | Sejm IV kadencji   | nr 9  | 925 (0,28%)    |
| 2005   |                  | Partia Demokratyczna – demokraci.pl | Sejm V kadencji    | nr 9  | 392 (0,13%)    |
| 2015   |                  | Nowoczesna                          | Sejm VIII kadencji | nr 9  | 18 549 (5,17%) |
| 2019   |                  | Koalicja Obywatelska                | Sejm IX kadencji   | nr 19 | 28 205 (2,04%) |
| 2023   | Sejm X kadencji  | Koalicja Obywatelska                | 22 529 (1,31%)     | nr 19 |                |